# Các tường thành Constantinople
Các bức tường Constantinople là một loạt các bức tường đá phòng thủ đã vây quanh và bảo vệ thành phố Constantinople (Istanbul ngày nay ở Thổ Nhĩ Kỳ) từ khi thành lập như là thủ đô mới của Đế chế La Mã Constantine Đại đế. Với nhiều đợt xây thêm và chỉnh trang trong lịch sử, các tuòng thành này là những hệ thống pháo đài chót của thời cổ đại, và một trong những hệ thống phức tạp và công phu nhất từng được xây dựng.
Ban đầu được xây dựng bởi Constantine Đại đế, các bức tường bao quanh thành phố mới trên tất cả các phía, bảo vệ chống lại cuộc tấn công từ cả biển và đất liền. Là thành phố lớn, các tuyến đường đôi nổi tiếng của các tường thành Theodosia được xây dựng vào thế kỷ thứ 5.
Mặc dù các phần khác của bức tường là ít phức tạp, khi nổi có quân đồn trú thì gần như bất khả xâm phạm đối với bất kỳ đội quân bao vây nào vào thời trung cổ, bảo vệ thành phố, và Đế chế Byzantine, trong cuộc vây hãm từ Avars, người Ả Rập, người Rus ', và người Bulgar, trong số những đội quân khác (xem cuộc vây hãm của Constantinople).

## Sách tham khảo
- Asutay-Effenberger, Neslihan (2007), Die Landmauer von Konstantinopel-Istanbul: Historisch-topographische und baugeschichtliche Untersuchungen, Walter de Gruyter, ISBN 978-3-11-019645-0
- Bardill, Jonathan (2004), Brickstamps of Constantinople, Volume I: Text, Oxford University Press, ISBN 978-0-19-925522-1
- Bartusis, Mark C. (1997), The Late Byzantine Army: Arms and Society 1204–1453, University of Pennsylvania Press, ISBN 978-0-8122-1620-2
- Barker, John (ngày 1 tháng 10 năm 2008), Golden Gate, Encyclopaedia of the Hellenic World, Constantinople, Bản gốc lưu trữ ngày 3 tháng 6 năm 2015, truy cập ngày 26 tháng 9 năm 2009
- Bury, John Bagnell (1923), History of the Later Roman Empire Vol. I, Macmillan & Co., Ltd.
- Cameron, Averil; Garnsey, Peter biên tập (1998), The Cambridge ancient history, Vol. XIII: The Late Empire, A.D. 337–425, Cambridge University Press, ISBN 978-0-521-30200-5
- Choniates, Niketas (1984), O City of Byzantium: Annals of Niketas Choniatēs, transl. by Harry J. Magoulias, Wayne State University Press, ISBN 978-0-8143-1764-8
- Crow, James (2007), “The Infrastructure of a Great City: Earth, Walls and Water in Late Antique Constantinople”,  trong Lavan, Luke; Zanini, Enrico; Sarantis, Alexander (biên tập), Technology in transition: A.D. 300–650, BRILL, tr. 251–285, ISBN 978-90-04-16549-6
- Guilland, Rodolphe (1969), Études de topographie de Constantinople byzantine, Tomes I & II (bằng tiếng Pháp), Berlin: Akademie-Verlag
- Haldon, John F. (1995), “Strategies of Defence, Problems of Security: the Garrisons of Constantinople in the Middle Byzantine Period”,  trong Mango, Cyril; Dagron, Gilbert (biên tập), Constantinople and its Hinterland: Papers from the Twenty-Seventh Spring Symposium of Byzantine Studies, Oxford, April 1993, Variorum, tr. 143–155, Bản gốc lưu trữ ngày 26 tháng 8 năm 2009, truy cập ngày 10 tháng 2 năm 2015
- Janin, Raymond (1964), Constantinople byzantine. Développement urbaine et répertoire topographique (bằng tiếng Pháp), Paris
- Kantakouzenos, John (1831),  Barthold, John (biên tập), Ioannis Cantacuzeni Eximperatoris Historiarum Libri IV.: Græce et Latine, Vol. II & Vol. III, Bonn Liên kết ngoài trong |title= (trợ giúp)
- Kazhdan, Alexander biên tập (1991), Oxford Dictionary of Byzantium, Oxford University Press, ISBN 978-0-19-504652-6
- Krischen, Fritz (1938), Die Landmauer von Konstantinopel, Teil I (bằng tiếng Đức), Berlin: W. de Gruyter & Co.
- Lampada, Despina (ngày 30 tháng 6 năm 2008), “Walls of Constantine”, Encyclopaedia of the Hellenic World, Constantinople, truy cập ngày 25 tháng 2 năm 2010
- Magdalino, Paul (2000), “The Maritime Neighborhoods of Constantinople - Commercial and Residential Functions, Sixth to Twelfth Centuries” (PDF), Dumbarton Oaks Papers, Dumbarton Oaks, 54: 209–226, doi:10.2307/1291838, JSTOR 1291838, Bản gốc (PDF) lưu trữ ngày 13 tháng 6 năm 2010, truy cập ngày 5 tháng 12 năm 2009
- Majeska, George P. (1984), Russian Travelers to Constantinople in the Fourteenth and Fifteenth Centuries, Dumbarton Oaks, ISBN 978-0-88402-101-8
- Mango, Cyril (1985), Le développement urbain de Constantinople (IV-VI siècles) (bằng tiếng Pháp), Paris
- Mango, Cyril (2000), “The Triumphal Way of Constantinople and the Golden Gate” (PDF), Dumbarton Oaks Papers, Dumbarton Oaks, 54: 173–188, doi:10.2307/1291838, JSTOR 1291838, Bản gốc (PDF) lưu trữ ngày 13 tháng 6 năm 2010, truy cập ngày 16 tháng 7 năm 2008
- Mango, Cyril (2001), “The shoreline of Constantinople in the fourth century”,  trong Necipoğlu, Nevra (biên tập), Byzantine Constantinople: Monuments, Topography and Everyday Life, Istanbul: BRILL, tr. 19–28, ISBN 90-04-11625-7
- Meyer-Plath, Bruno; Schneider, Alfons Maria (1943), Die Landmauer von Konstantinopel, Teil II (bằng tiếng Đức), Berlin: W. de Gruyter & Co.
- van Millingen, Alexander (1899), Byzantine Constantinople: The Walls of the City and Adjoining Historical Sites, London: John Murray Ed.
- Nicol, Donald M. (1992), The Immortal Emperor: The Life and Legend of Constantine Palaiologos, Last Emperor of the Romans, Cambridge University Press, ISBN 0-521-46717-9
- Philippides, Marios; Hanak, Walter K. (2011), The Siege and the Fall of Constantinople in 1453: Historiography, Topography and Military Studies, Ashgate Publishing, Ltd., ISBN 978-1-4094-1064-5[liên kết hỏng]
- Runciman, Steven (1990), The Fall of Constantinople: 1453, Cambridge University Press, ISBN 978-0-521-39832-9
- Sumner-Boyd, Hilary; Freely, John (2010), Strolling through Istanbul: The Classic Guide to the City, Tauris Parke Paperbacks, ISBN 978-1-84885-154-2
- Talbot, Alice-Mary (1993), “The Restoration of Constantinople under Michael VIII”, Dumbarton Oaks Papers, Dumbarton Oaks, 47: 243–261, doi:10.2307/1291680, JSTOR 1291680
- Tsangadas, Byron (1980), The Fortifications and Defense of Constantinople, Columbia University Press, ISBN 978-0-914710-65-3
- Turnbull, Stephen (2004), The Walls of Constantinople AD 324–1453 (Fortress Series 25), Osprey Publishing, ISBN 1-84176-759-X
- Weitzmann, Kurt, ed., Age of spirituality: late antique and early Christian art, third to seventh century, no. 335, 1979, Metropolitan Museum of Art, New York, ISBN 9780870991790